# اللجنة الوطنية لسلامة النقل (إندونيسيا)

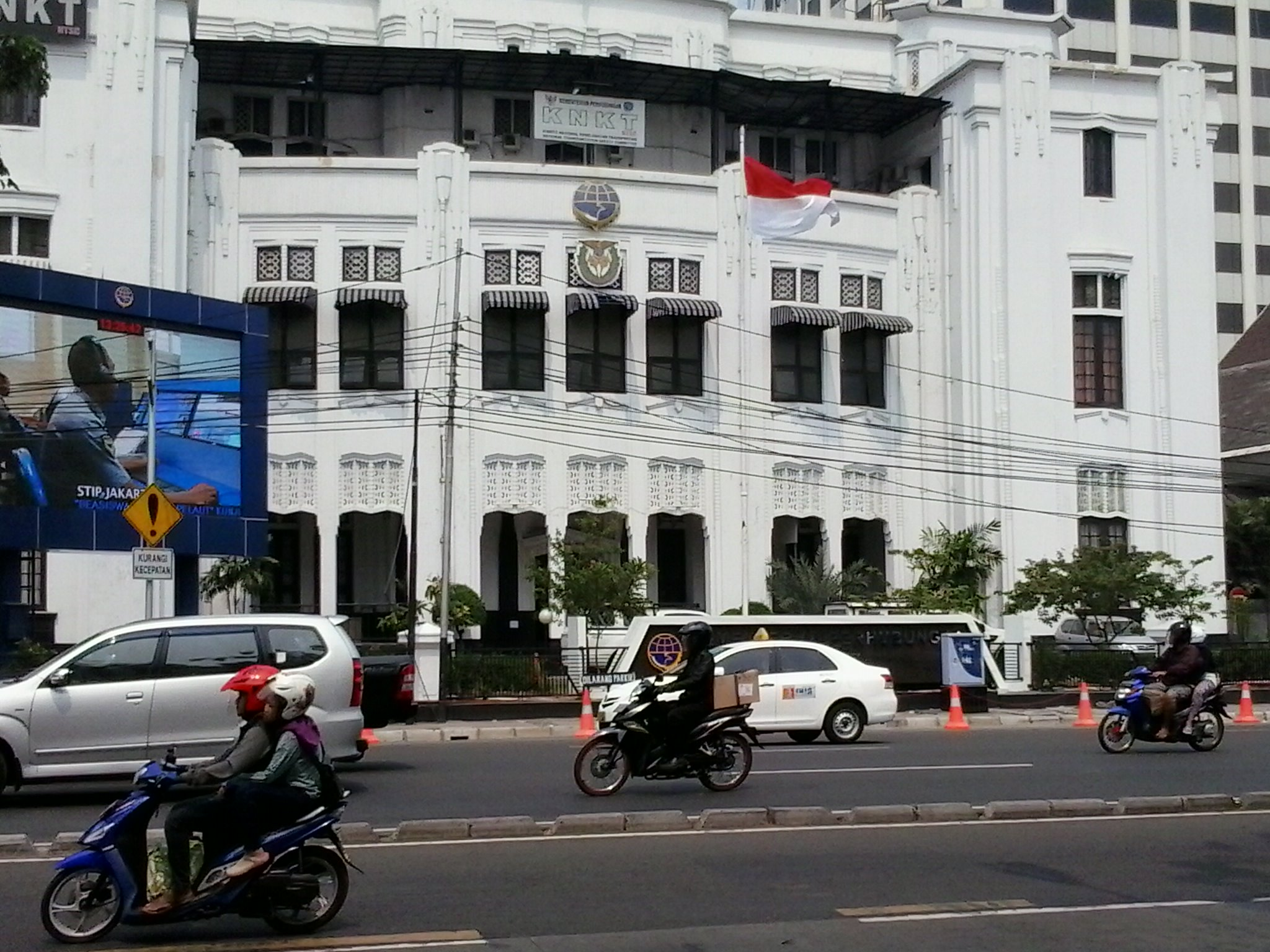
مقر اللجنة الوطنية لسلامة النقل المكتب الرئيسي في مبنى النقل، جاكرتا في الطابق الثالث

اللجنة الوطنية لسلامة النقل (بالإندونيسية: Komite Nasional Keselamatan Transportasi) هي وكالة حكومية إندونيسية مكلفة بالتحقيق في أوجه القصور في سلامة النقل الجوي والبري والسكك الحديدية والنقل البحري. يقع مقرها الرئيسي في الطابق الثالث من مبنى وزارة النقل في وسط جاكرتا في جاكرتا. تعد اللجنة جزء من وزارة النقل الإندونسية. لجنة التحقيق في حوادث الطائرات تحقق في حوادث وحوادث الطيران.
تم إنشاء اللجنة الوطنية لسلامة النقل بموجب مرسوم رئاسي في عام 1999. بعد تحقيقاته يقدم توصيات تهدف إلى منع تكرار حوادث مماثلة. تؤكد اللجنة الوطنية لسلامة النقل أن الهدف الوحيد لأنشطتها هو منع تكرار الحوادث، وليس توجيه اللوم أو المسؤولية.
في عام 2000 بعد وقت قصير من إنشائها، أصدرت اللجنة الوطنية تقريراً عن تحطم طائرة سيلك أير الرحلة 185، حيث قتل 104 أشخاص والتي ذكرت أن اللجنة لم تتمكن من تحديد سبب. انتقد مجلس سلامة النقل الوطني بالولايات المتحدة الأمريكية اللجنة الوطنية، قائلاً إن سبب التحطم كان انتحار الطيار عبر خطاب أرسل في 11 ديسمبر من نفس العام.
ومع ذلك فإن أول حادثة طيران حققت فيها اللجنة الوطنية كانت رحلة غارودا إندونيسيا رقم 152، حيث قتل 234 شخصًا. حدث هذا قبل أقل من ثلاثة أشهر من تحطم طائرة سيلك أير. تم إصدار تقرير الرحلة 152 في عام 2004 (بعد أن أعاقه تحطم طائرة سيلك أير)، والذي ذكر أن الوكالة حددت أن سبب تحطم الرحلة 152 كان خطأً تجريبيًا.